# Starmera quercuum
Starmera quercuum är en svampart som först beskrevs av Phaff & E.P. Knapp, och fick sitt nu gällande namn av Kurtzman, Robnett & Basehoar-Powers 2008. Starmera quercuum ingår i släktet Starmera och familjen Phaffomycetaceae.   Inga underarter finns listade i Catalogue of Life.